# Cydistomyia tibialis
Cydistomyia tibialis är en tvåvingeart som beskrevs av Burger 1982. Cydistomyia tibialis ingår i släktet Cydistomyia och familjen bromsar.
Artens utbredningsområde är Sri Lanka. Inga underarter finns listade i Catalogue of Life.